# Визин
Визин (англ. Visine) — торговая марка глазных капель, представленная в нескольких вариантах с разным составом. В настоящее время права на товарный знак «Визин» принадлежат компании Johnson & Johnson.

## История
Торговая марка «Визин» впервые появилась в аптеках США в 1958 году.
В 1970 году в рекламу торговой марки было вложено $4 000 000, «Визин» стал самым раскрученным брендом того времени.
В 1990-е годы анализы широкого рынка глазных капель показали, что спрос на препараты «искусственной слезы» быстро растет. Отсутствие подобного препарата «Визин» угрожало жизнеспособности торговой марки. Было обнаружено, что коллеги из Канады уже начали внедрять подобный вариант глазных капель на рынок и этот опыт был экстраполирован на США. Основываясь на канадских исследованиях, было введено сразу несколько других видов препарата торговой марки «Визин»: препарат «искусственной слезы» — Visine Tears, антигистаминный препарат — Visine-A и препарат при ношении контактных линз. Продажи в США и прибыль «Визина» существенно увеличилось за этот период.
Один из слоганов торговой марки «Визин» — «gets the red out», то есть «снимает красноту глаз». Все подобные препараты предназначены для того, чтобы снять красноту с глаз, однако поскольку впервые этот слоган появился у Визина, другие компании не могут его повторить, опасаясь показаться подражателями
В декабре 2006 года бренд «Визин», принадлежавший компании Pfizer перешел к компании Johnson & Johnson.
На российском рынке «Визин» в своей рекламе всегда использовал адаптированные материалы, но в июне 2010 года компанией Johnson & Johnson совместно с рекламным агентством JWT для препарата «Визин Классический» был разработан видеоролик под названием «Red Dot»..

## Препараты, выпускающиеся под торговой маркой

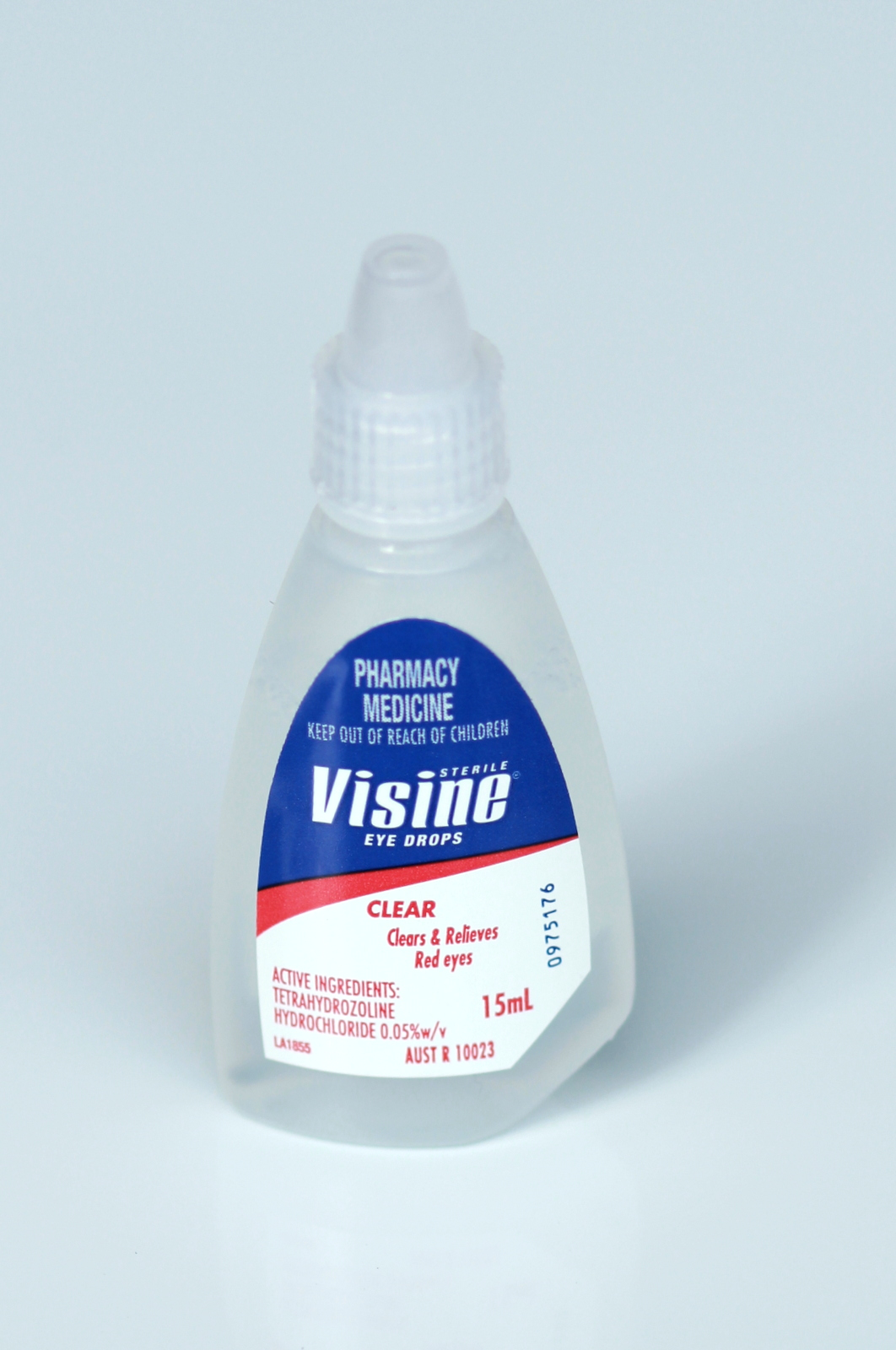
Флакон «Визина»

«Визин» выпускается в нескольких вариантах, например:
- Визин Классический (тетризолина гидрохлорид)
- Визин Чистая Слеза (TS-полисахарид 0,5%)
- Визин Аллерджи (левокабастина гидрохлорид)
- Visine Totality (глицерин 0,2%, метилоксипропилцеллюлоза 0,36%, ПЭГ 400 1%, тетризолин 0,05%, сульфат цинка 0,25%)
- Visine-A (нафазолина гидрохлорид 0,025%, фенирамин 0,3%)
- Visine A.C. (тетризолин 0,05%, сульфат цинка 0,25%)
- Visine L.R. (оксиметазолин 0,025%)

## В популярной культуре
Эффект расстройства желудка, которое вызывает «Визин» при попадании в организм, описан в фильме «Незваные гости» — Джон Беквит которого сыграл Оуэн Уилсон, отравил Сакка (Брэдли Купер), из-за чего последнего рвало всю ночь. Показанная в фильме «шутка» с добавлением капель «Визин» в питьё привела к появлению подражателей с опасными последствиями для здоровья.